# ژوکووو
ژوکووو (به لاتین: Żukowo) یک شهرک در لهستان است که در استان پومرانی واقع شده‌است.

## خصوصیات
ژوکووو ۵ کیلومترمربع مساحت و ۶٬۳۰۲ نفر جمعیت دارد.